# Zekari
Zekari (georgiska: ზეკარი) är ett bergspass i Meschetibergen i Georgien. Det ligger i den sydvästra delen av landet, 160 km väster om huvudstaden Tbilisi. Zekari ligger 2 182 meter över havet.